# Onchnesoma
Onchnesoma là 1 trong 2 chi tạo thành họ Phascolionidae của ngành Sipuncula, được mô tả bởi Koren và Danielssen đề xuất vào năm 1873 là loài Onchnesoma steenstrupii.

## Loài
- Onchnesoma intermedium Murina, 1976[3][5][6]
- Onchnesoma magnibathum Cutler, 1969[3][5][7][8]
- Onchnesoma squamatum (Koren y Danielssen, 1875)[3][5][9]
- Onchnesoma steenstrupii Koren y Danielssen, 1875[3][5][9]